# Epigomphus jannyae
Epigomphus jannyae är en trollsländeart som beskrevs av Belle 1993. Epigomphus jannyae ingår i släktet Epigomphus och familjen flodtrollsländor. Inga underarter finns listade i Catalogue of Life.